# RadioTux
RadioTux ist ein 2001 gegründetes Podcast-Projekt mit den thematischen Schwerpunkten Linux, Open Source und Netzkultur. Es produziert in regelmäßigen Abständen verschiedene Formate und hat sich zu einem gefragten Medienpartner für Open-Source-Events entwickelt.

## Formate

### Aktuelle Sendungen

#### Magazinsendung
Monatlich erscheint eine Magazinsendung von RadioTux. Diese beschäftigt sich entweder mit einem speziellen Thema oder bietet eine Vielzahl von verschiedenen Beiträgen, die durch Musik getrennt werden. Spezialsendungen gab es bisher unter anderem vom Zarafa Summer Camp 2010.

### Ehemalige Sendungen
Aufgrund von Personal- und Ressourcenmangel wurden viele Formate Ende 2011 eingestellt oder in eigenständige Projekte ausgelagert, um sich mehr auf die monatliche Magazinsendung zu konzentrieren.

#### RadioTux Talk
Diese wöchentliche Talksendung aus dem Studio des HoRadS, welche auch live übertragen wurden, beschäftigte sich mit Neuigkeiten rund um Linux, Open Source und Netzkultur. Als Trenner zwischen den verschiedenen thematischen Blöcken diente freie Musik.
Zu den Gästen zählten bisher unter anderem der Vizepräsident des KDE e. V. Frank Karlitschek oder Dirk Deimeke, Vorsitzender des ubuntu Deutschland e. V.
Das Format wurde zwar bei RadioTux eingestellt, wird aber unter dem Namen Binärgewitter weitergeführt.

#### Live Streams von Messen und Konferenzen
RadioTux war auf nahezu allen großen Messen und Konferenzen in Deutschland vertreten. So zählten zum Beispiel die CEBIT, die Chemnitzer Linux-Tage oder der LinuxTag in Berlin zu festen Größen im Sendungskalender. Als Interviewpartner durfte das Projekt neben den Verantwortlichen hinter KDE und Gnome und etlichen Linux-Distributionen auch die Stars der Linux-Szene wie den Ubuntu Gründer Mark Shuttleworth begrüßen.

#### Weekly News
RadioTux diente als Plattform für die wöchentlichen Nachrichtensendungen von den Communitys von Ubuntu, Fedora und openSUSE.

#### Techview Podcast
Der Techview Podcast beschäftigt sich mit verschiedenen Technologiethemen rund um GNU/Linux, neue Hard- und Software, netzpolitischen Themen und BeOS bzw. Haiku (Betriebssystem). Auch dieses Format wird seit 2012 von Leszek Leszner eigenständig weitergeführt.

#### P3Cast
Der P3Cast, ehemals Playing Penguin Podcast, beschäftigt sich mit Themen aus der Linux-Spiele-Szene. Dabei wird kein Unterschied zwischen freien und kommerziellen Spielen gemacht. Auch dieses Format wird seit 2012 eigenständig weitergeführt.

## Podcasts
Alle entstandenen Beiträge werden auf verschiedenen Plattformen wie iTunes oder via Web-Feed als Podcasts veröffentlicht. Hierbei stehen verschiedene Varianten der Beiträge zur Verfügung. So werden Sendungen im MP3-Format sowie im freien Ogg/Vorbis-Format angeboten. Des Weiteren können Hörer zwischen Versionen mit als auch ohne (freier) Musik wählen.
Mittlerweile stehen mehrere hunderte Podcasts im Archiv zur Verfügung.

## Trivia
- RadioTux war der Medienpartner für die OpenOffice Conference 2010[8]
- Gemeinsam mit Orange 94.0 und weiteren Radiosendern beteiligte sich RadioTux auch an der Übertragung der Demonstrationen Freiheit statt Angst des Radio 1984.[9]